# Старонагаевские стоянки
Старонагаево (рус. Старонагаевские стоянки) — Республика Башкортостан, Краснокамский район, Староянзигитово, недалеко от села находится археологический памятник культуры Курмантау.

## Описание

### Расположение
Старонагаевское кладбище расположено в 4-4,5 км к северо‑западу от села Староянзигитово Краснокамского района Республики Башкортостан. Здесь на правом берегу реки Агидель в районе деревни, названной тогда старым Ногаем, жили буряты.
Эта деревня исчезла в настоящее время.

### Находки
Во время раскопок Тратау были обнаружены сосуды для городской культуры. Они изготовлялись из глины с примесью ракушки и представляли собой орнаментальную лепнину из маленьких кусочков. Все кремневые изделия найдены.

### История исследований зданий
Старое Ногайское городище было открыто в 1956 году археологом — краеведом Анисимом Павловичем Шокуровым. Открыл проблему Мулла-2 в 1967 году и исследовал ее до 1971 года. Более 500 человек нашли особо ценные археологические памятники для науки в период каменного, бронзового, раннего железного веков и средних веков.

Гора была исследована в 1969 году археологом Владимиром Савельевичем Стоколосом. Об этом говорится в пресс-релизе отдела археологических исследований Института истории, языка и литературы УНЦ РАН:
«1960-1980-е годы были весьма активными и плодотворными в области археологических исследований. Широкие разведочные экспедиции в этот период возглавляли К. В. Сальников, Н. А. Мажитов, М. Х. Садыкова, позже А. Х. Пшеничнюк, В. С. Стоколос, В. А. Иванов, Ю. А. Морозов, Б. Б. Агеев. . Раскопкам были подвергнуты десятки погребальных и поселенческих памятников, получен богатейший материал по всем периодам древней и средневековой истории края. Вновь открыто и обследовано около полутора тысяч памятников различных эпох»..
Старые ногайские городки снова появились во время научных исследований.